# Louis Meintjes
Louis Meintjes (nascido em 21 de fevereiro de 1992) é um ciclista sul-africano, membro da equipe MTN-Qhubeka desde o ano de 2013.